# Venturia saliciperda
Venturia saliciperda là một loài Ascomycetes trong họ Venturiaceae. Loài này được Nuesc miêu tả khoa học đầu tiên năm 1960.
Đây là loài gây hại phát triển phổ biến ở Uzbekistan.